# ケンタウルス座アルファ星Bb
ケンタウルス座α星Bb（ケンタウルスざアルファせいBb、Alpha Centauri Bb）とは、ケンタウルス座α星Bを公転するとされた太陽系外惑星である。発見時、太陽系から最も近い太陽系外惑星であるとして注目を集めたが、後の研究により存在しないだろうとの指摘がなされている。

## 位置

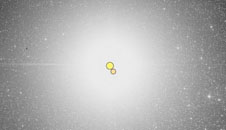
地球から見たケンタウルス座α星AとB

ケンタウルス座α星Bbは、太陽系から最も近い位置にある星系であるケンタウルス座α星系を構成する3つの恒星のうち、2番目に大きな恒星であるケンタウルス座α星Bの周囲を公転している。ケンタウルス座α星系は、太陽からわずか4.366光年離れた位置にあり、ケンタウルス座α星Bは、同じ星系に属するプロキシマ・ケンタウリに次いで太陽から近い恒星である。数千年スケールの短期的な時間スケールでは恒星の位置は変わらないため、ケンタウルス座α星系を1個の単位とした場合には、太陽から最も近い惑星系として不動の地位を築くことになるし、後にプロキシマ・ケンタウリbが発見されるまでは、最も地球に近い太陽系外惑星の地位もまた不動な筈であった。これまでの最短記録は、エリダヌス座ε星系の10.5光年であった。
地球から近いため、地球から探査機を送り込んで探査をする事も考えられたが、現状の技術では、例えばボイジャー1号の秒速17kmで進んでも7万7000年以上もかかる距離である。このため現在の技術ではケンタウルス座α星Bbを直接観測することは難しい。しかし、将来的に技術開発が進めば、太陽系外惑星の探査を行う最初のターゲットとなる可能性は十分にあり、ケンタウルス座α星Bbはその意欲を引き出す起爆剤となる可能性があった。

## 軌道の性質
ケンタウルス座α星Bbは、ケンタウルス座α星Bからわずか0.04AU、約600万kmの軌道を公転する惑星である。これは太陽系で最も近い場所を公転する水星のほぼ10分の1という短い距離である。後述する通り、中心星であるケンタウルス座α星B自体もケンタウルス座α星Aとの複雑な軌道を持っている。

## 物理的性質

ケンタウルス座α星Bbを発見した方法であるドップラー分光法の説明図。ペガスス座51番星bをはじめ、多くの太陽系外惑星はこの方法で発見されているが、ケンタウルス座α星Bbは極めて影響が小さく、これまでで最も高精度な測定となった。

ケンタウルス座α星Bbの観測は、ケンタウルス座α星Bの周囲を公転することにより、重力によって恒星の位置がずれることによって視線速度に生ずる周期的な変化を計測して発見された。これをドップラー分光法と呼ぶが、この観測方法の難点として、軌道傾斜角がわからない限り惑星の質量が下限においてしか知ることができないという問題がある。このため、ケンタウルス座α星Bbの物理的性質は下限質量しか知られていない。ケンタウルス座α星Bbがケンタウルス座α星Bに与える影響は極めて小さく、たったの秒速51cmである（今まで発見された惑星は、小さな地球型惑星でもメートル単位である）。これは最も高精度な視線速度の変化の値であり、事実このわずかな影響を調べるのにほぼ4年間継続して観測を行った。このわずかな値から推定される下限質量は地球の1.13倍である。もし、ケンタウルス座α星Bbがかなり重い惑星であるならば、恒星に与える影響も大きいので、もっと早い時期に発見されているはずであるため、この惑星は地球型惑星の範囲の質量を持っているのではないかと推定されていた。地球型惑星であるならば、太陽に似た恒星に見つかった初の地球型惑星である。中心星から近いため、自転と公転の同期が生じている可能性もある。
ケンタウルス座α星Bbの表面温度は1200℃ (1500K) に達すると見られる極めて高温の惑星である。自転と公転が同期している場合、常に片面をケンタウルス座α星Bに対して向けているため、片面だけが炙られることになる。1200℃は大抵の岩石を融解させる温度のため、ケンタウルス座α星Bbの片面は溶融したマグマに覆われていると考えられている。

## 中心星
ケンタウルス座α星Bbが公転しているケンタウルス座α星Bは、ケンタウルス座α星系で2番目に大きな恒星である。太陽と比較して、質量は0.907倍、直径は0.865倍とやや小ぶりであり、明るさは半分ほどである。スペクトル分類はKIV型である。しかしケンタウルス座α星Bbはケンタウルス座α星Bからかなり近い軌道を公転しているため、先述の通りきわめて高温の惑星となっている。誕生から48億5000万年経っていると思われ、これは太陽系と同じくらい古い。
ケンタウルス座α星Bは、地球から見ると1.33等級の星として見えるが、実際にはケンタウルス座α星Aがきわめて近くにあり、視等級も-0.01等級とこちらのほうが明るいため、しばしば-0.1等級の1個の恒星として扱われることもある。

## ケンタウルス座α星Bbから見た空

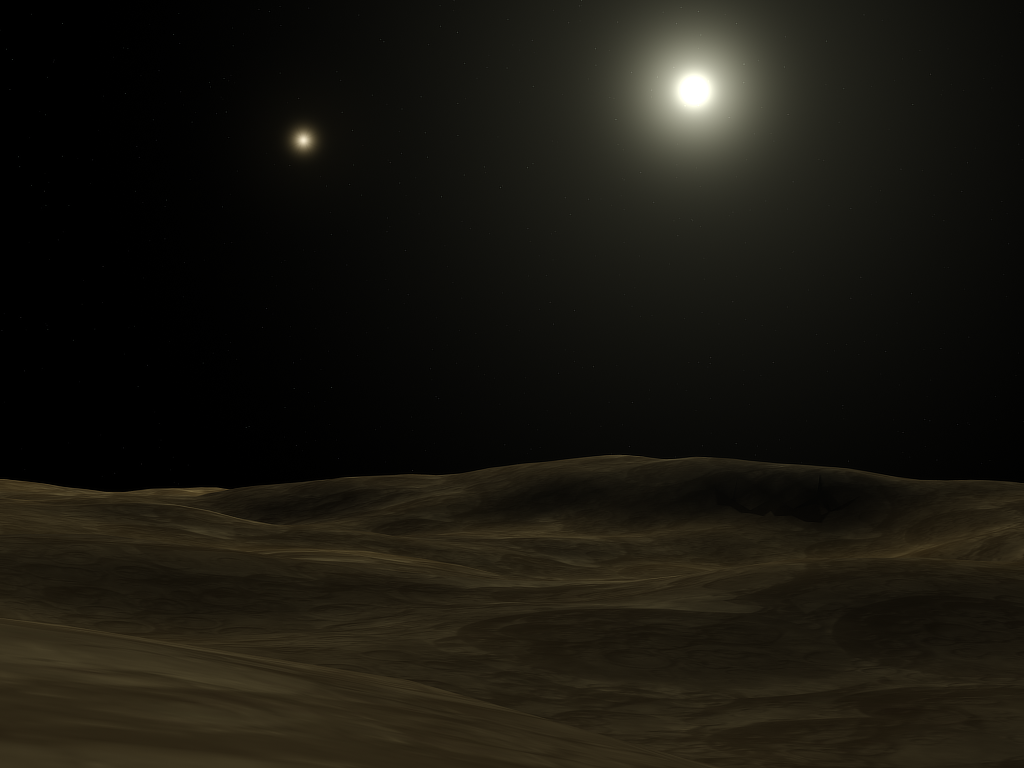
ケンタウルス座α星Bbの表面から見た空の想像図

ケンタウルス座α星Bbから見れば、主星であるケンタウルス座α星Bは、地球から見た太陽の22倍大きく、312.5倍も明るい-33.1等級である。Bbはおそらく自転と公転が同期しているため、Bは空の1点に固定されて動かない。
ケンタウルス座α星Bは、ケンタウルス座α星Aとの共通重心の周りを互いに公転しており、ほぼ80年かけて公転している。軌道長半径は26億3000万km (17.57AU) と、太陽系で言えば天王星よりやや近い軌道であるが、離心率が0.5179と極端な楕円軌道であり、最小で12億7000万km (8.47AU) まで接近する。このためBbから見るAは、80年周期で明るさが-22.6等から-20.1等の範囲で変化する。AはBbの空をBと異なり日周運動するため、昼半球の低緯度であれば（必要な緯度はAの位置やBbの自転軸により異なるが、Bbの自転軸が不明なため具体的な数値は不明）、AとBが同時に地平線上に見える時間帯がある。
同じ星系に属するプロキシマ・ケンタウリは、たかだか4.4等級の暗い恒星でしかなく、ケンタウルス座α星Bbから見た太陽の0.4等級よりすら暗い。

## その他
もし地球から見て、ケンタウルス座α星Bbが恒星面を通過すれば、直径や大気組成など多くの情報が得られるため、発見チームはハッブル宇宙望遠鏡によって観測を行うことを申請している。しかし、実際にケンタウルス座α星Bbが通過している可能性は10%から30%と考えられている。
ケンタウルス座α星Bのハビタブルゾーンは0.5から0.9AUとされており、この範囲内で地球型惑星が存在する可能性がある。この影響はケンタウルス座α星Bbより更に小さい。HARPSが検出できる視線速度の変化の下限値は秒速30cmであるが、例えば地球が太陽に与える視線速度の変化はわずか秒速9cmである。仮にケンタウルス座α星系から太陽を観測したら、地球を見つけることは不可能である。しかし、2017年から開始されるESPRESSOならば観測可能かも知れない。また、連星系は安定しているため、ハビタブルゾーン内の惑星がケンタウルス座α星Aによって軌道が乱される可能性は低い。
ケンタウルス座α星Bbの存在を示す証拠は極めて小さな値である。このため、一部の天文学者は惑星の存在にはまだ議論の余地があるとしている。2015年にはケンタウルス座α星Bbの発見の根拠とされたケンタウルス座α星のふらつきを示すデータに疑問を示す研究結果が発表されるなど、存在しない可能性が高くなっている。不完全データが幻の惑星を生み出すという点で、ゴルディロックス惑星のグリーゼ581gと議論が似ている。